# Ticul
San Francisco Ticul is een stad in de Mexicaanse deelstaat Yucatán. Ticul is de hoofdplaats van de gemeente Ticul en heeft 31.147 inwoners (census 2005). De plaats is waarschijnlijk de oudste permanent bewoonde stad van Amerikaanse continent.
Ticul is bewoond sinds de 7e eeuw v.Chr. en was een belangrijk centrum van de Mayabeschaving. In 1549 werd het door de Spaanse veroveraars opnieuw gesticht als stad. Nog steeds spreekt de helft van de bevolking een Mayataal. De stad heeft als bijnaam de 'parel van het zuiden', aangezien het in het zuidelijke deel van Yucatán ligt. De stad is bekend vanwege haar productie van aardewerk, schoenen en poc-chuc, een lokaal gerecht van varkensvlees.

## Geboren in Ticul
- Armando Manzanero (1935-2020), componist, pianist en zanger